# Cá cam
Cá cam, cá cu, cá cam sọc (Danh pháp khoa học: Seriola dumerili) là một loài cá biển trong họ Cá khế, phân bố ở các vùng biển Địa Trung Hải, Đại Tây Dương, Thái Bình Dương và những vùng bờ biển của Ấn Độ Dương và có ghi nhận ở một số vùng biển miền Trung Việt Nam

## Đặc điểm
Cá cam là loài cá cá ăn thịt, có vây, có kích thước khá lớn, con cá lớn chừng 1,5kg, hình thoi, có vảy màu trắng bạc, dọc giữa lưng có viền màu vàng nối từ mang đến đuôi, trông rất bắt mắt, đầu cá cam mềm, cá cam nhiều thịt, thịt chắc và béo, thịt nhiều, hương vị ngọt và thơm. Cá có thân dài, dẹp bên. Viền lưng cong đều, viền bụng tương đối thẳng. Đầu dẹp bên, chiều dài đầu gần bằng chiều cao thân. Mõm nhọn, chiều dài bằng 1,5 lần đường kính mắt. Răng nhọn, mọc thành đai rộng và hướng vào trong miệng. Răng mọc thành đám rộng trên xương lá mía và mọc thành đai trên xương khẩu cái. Khe mang không liền với ức. Lược mang dài và cứng.
Toàn thân, má, đầu và xương nắp mang phủ vảy tṛòn nhỏ. Đường bên hoàn toàn, không có vảy lặng. Vây lưng thứ nhất có một gai cứng mọc ngược. Vây ngực ngắn, tṛòn, vây bụng dài hơn vây ngực. Phần lưng màu nâu xanh, phần bụng màu trắng đục. Dọc thân có một dải màu vàng chạy từ sau mắt đến bắp đuôi. Các vây màu xám đen. Cá cam sọc là loài cá nổi tụ tập thành đàn nhỏ gần bờ biển hoặc các rạn và đảo ngoài khơi. Chúng là một loài cá thể thao mạnh mẽ, ăn rất nhiều loại mồi câu từ mồi giả, mồi sống hoặc thịt cá cắt.

## Hình ảnh

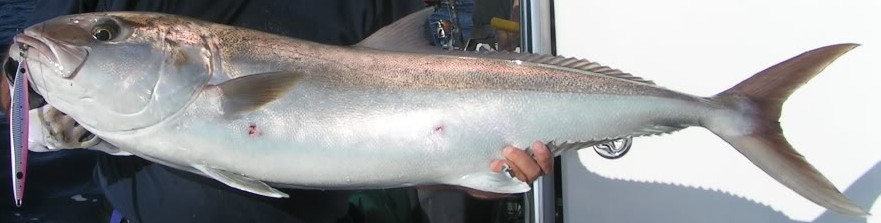
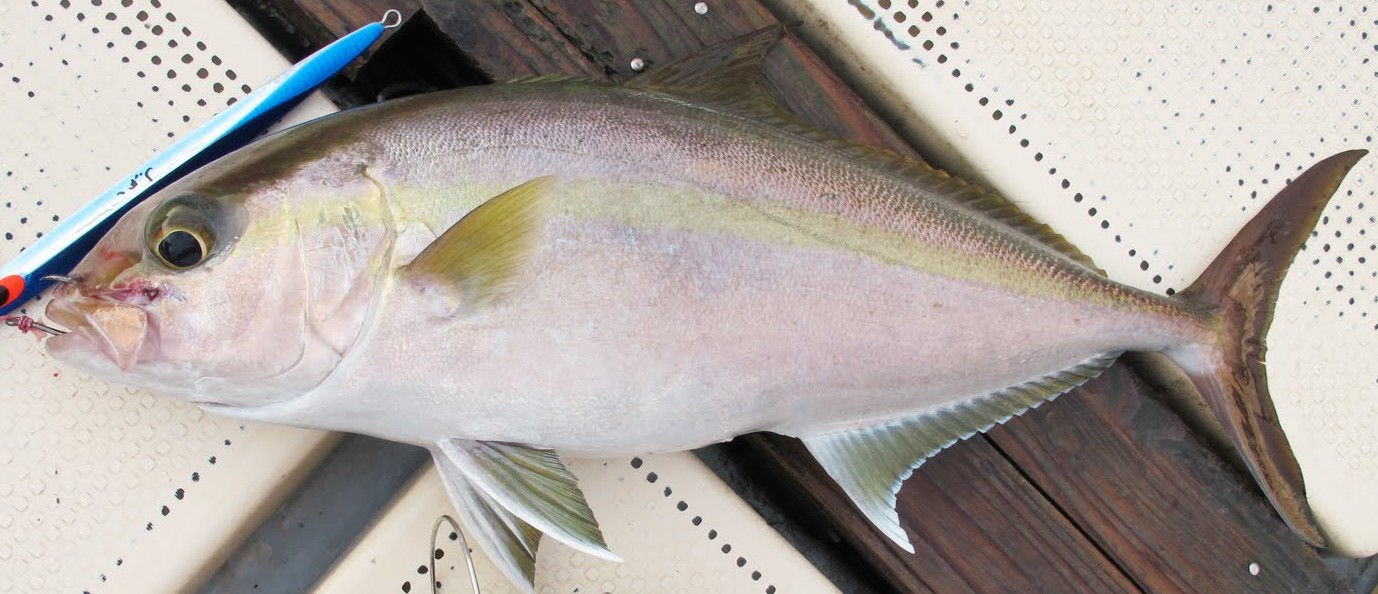
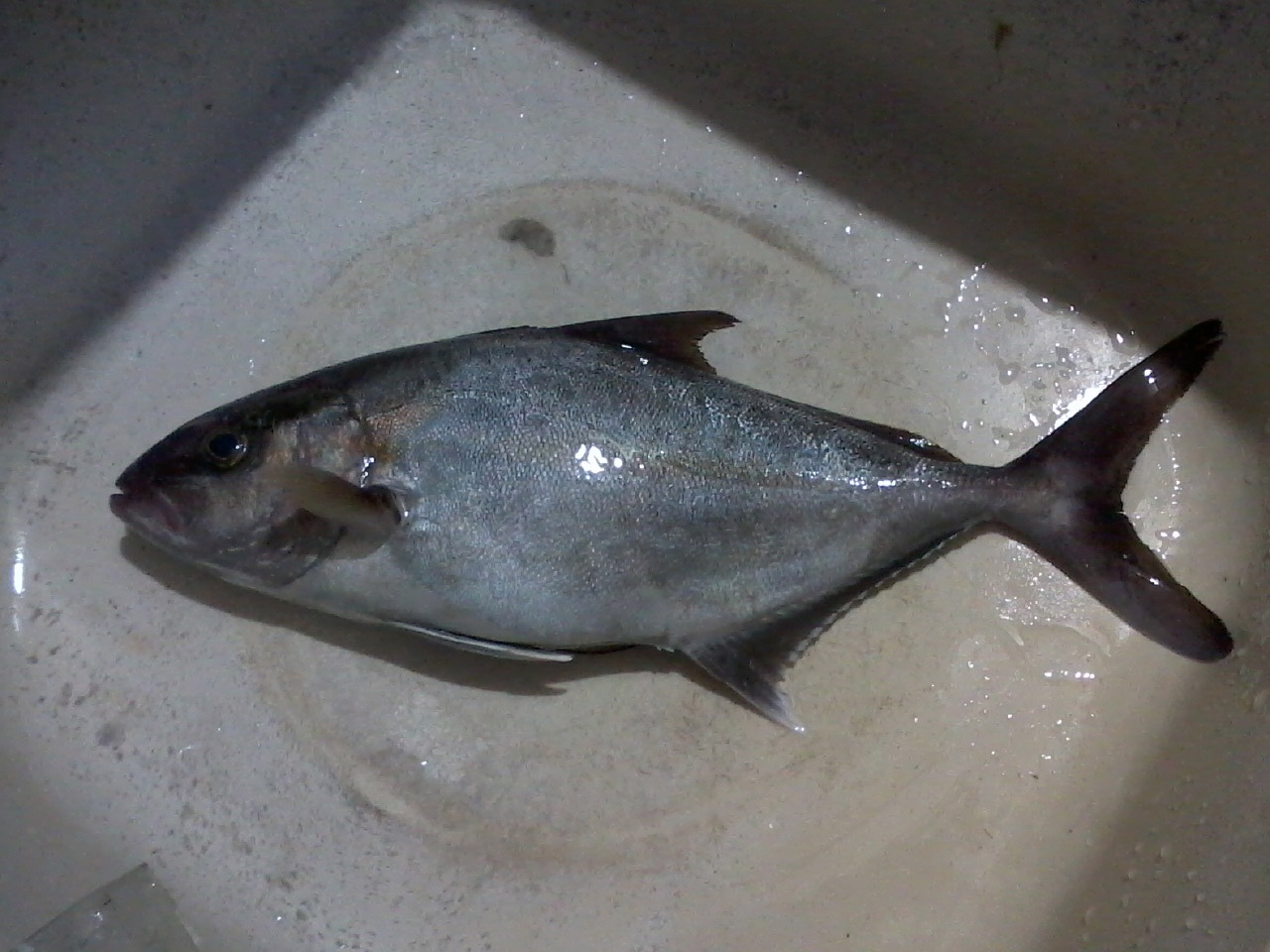

## Ẩm thực
Ở Việt Nam, cá có ở ba miền. Cá được đánh bắt quanh năm bằng lưới kéo đáy, dài từ 300 – 500 mm, dùng để ăn tươi. Ở Việt Nam, có rất nhiều ở biển miền Trung, đặc biệt là vào mùa xuân ngư dân đánh bắt, nuôi trồng và dùng làm nguyên liệu để chế biến nhiều món ăn như: cá cam kho, canh chua cá cam, cháo cá cam, cá cam hấp, lẩu cá cam Cá cam là loại cá xếp vào hàng món ngon xứ biển. Sau khi chọn cá và làm sạch, có thể chế biến thành nhiều món như kho, nướng, hấp, cháo, lẩu... Cá cam nấu canh chua ngon với nhiều thứ như thơm chín, cà chua, lá me non cùng ớt, sả, giá đậu, bạc hà... Trong đó, lạ miệng và hiếm hoi phải kể đến món cá cam nấu lá dít.